# Magisterkonferens
Magisterkonferens var en akademisk grad i Danmark og Norge mellem kandidat-graderne og de traditionelle doktorgrader (bl.a. dr.phil.). Den giver indehaveren ret til at kalde sig mag.art. (forkortelse for den latinske betegnelse magister artium,  (de frie) kunsters lærer), hvis graden er i humaniora, mag.scient., hvis den er i naturvidenskab og (kun i Danmark) mag.scient.soc., hvis den er i sociologi. Ofte bruges betegnelsen magister dog. I 1978 blev magisterkonferensen nedlagt ved de naturvidenskabelige fag, og i 2007 fulgte de humanistiske fag trop.
Den består ud over indholdet i kandidat-graden bl.a. af en udvidelse af specialet. Graden blev indført i Danmark i 1848 som supplement til de eksisterende embedseksamener. Uddannelsen sigtede mod, at kandidaten skulle blive beskæftiget med videnskabeligt arbejde. Undertiden blev magistergraden opnået i fortsættelse af at have opnået kandidatgraden i samme fag.
I dag gennemfører forskningsinteresserede som regel i stedet en ph.d.-uddannelse som overbygning på en kandidatuddannelse.
Graden mag.art. (humaniora/samfundsvidenskab) eksisterede i Norge fra 1921 til 1990erne. Mag.scient. (naturvidenskab) eksisterede i Norge fra 1921 til 1977. I Norge var magistergraden en 7–8-årig grad, hvor arbejdet med den videnskabelige afhandling normalt tog mindst 3 år.